# Michaił Iwanow (zootechnik)
Michaił Fiodorowicz Iwanow (ur. 1871, zm. 1935) – rosyjski zootechnik, profesor instytutu weterynaryjnego w Charkowie oraz instytutu rolniczego w Moskwie. Wyhodował nowe rasy zwierząt gospodarskich oraz założył stację naukową w Askanii Nowej.